# École centrale de Lyon
A École centrale de Lyon (Centrale Lyon, EC Lyon) az egyik legrangosabb francia felsőoktatási és kutatási intézmény (grande école) Lyonban.
Az intézményt 1857. november 3-án alapította François Barthélemy Arlès-Dufour lyoni üzletember és humanista valamint Désiré Girardon tanár.

## Híres diplomások
- Laurent Naouri, francia operaénekes
- Marc Riboud, francia riportfotós